# I carciofi son maturi se li mangi poco duri
I carciofi son maturi se li mangi poco duri è il primo album del gruppo musicale italiano Le Figlie del Vento, pubblicato dall'etichetta discografica CAR Juke Box e distribuito dalla Ricordi nel 1973.
Il brano Sugli sugli bane bane partecipa al Festival di Sanremo 1973, dove viene eliminato dopo la prima esecuzione.
Quell'anno vengono pubblicati 3 singoli contenenti brani inseriti nell'album: Sugli sugli bane bane/Rosa è la rosa viola è la viola, Cikati Cikà/Il volo e I carciofi son maturi se li mangi poco duri/Tu sei il lattaio.

## Tracce

### Lato A
1. Jungle's Mandolino
2. La città
3. Tu sei il lattaio
4. Rosa è la rosa viola è la viola
5. Mama Loo
6. Sugli sugli bane bane

### Lato B
1. I carciofi son maturi se li mangi poco duri
2. He (Qui)
3. Cikati cikà
4. Il volo
5. Giro rock tondo
6. Questa sera no